# Муромец-Лопуховатое
«Муромец—Лопуховатое» (укр. «Муромець-Лопуховате») — часть регионального ландшафтного парка Днепровские острова (с 2004 года), ландшафтный заказник местного значения (2002—2004 года), расположенный на территории Деснянского района Киевского горсовета (Украина). Создан 24 октября 2002 года. Площадь — 217 га. Землепользователь — Дарницкое лесопарковое хозяйство.

## История
Согласно дополнению № 3 к решению Киевского горсовета от 17 февраля 1994 года № 14, урочища Муромец (площадью 190 га) и урочище Лопуховатое (площадью 52,2 га) вошли в Список ценных природных территорий, что резервируются для заповедного дела (Перелік цінних природних територій та об'єктів, що резервуються для заповідання).
Заказник Муромец—Лопуховатое был создан решением Киевского горсовета № 96/256 от 24 октября 2002 года с общей площадью 217 га. Природоохранный объект основан с целью сохранения ценных природных сообществ. На территории заказника запрещены любая хозяйственная деятельность и в том числе ведущая к повреждению природных комплексов. Решением Киевского горсовета от 23 декабря 2004 года № 878/2288 был создан региональный ландшафтный парк Днепровские острова, в состав которого вошёл заказник (остров Муромец как одна из заповедных зон, остров Лопуховатый — зон регулированной рекреации).

## Описание
Заказник занимает кварталы 59-64 Днепровского лесничестваː острова Муромец (южная часть, без юго-западной оконечности), Труханов (северная оконечность) и Лопуховатый (полностью) на реке Днепр и ее русле Десёнка. К участку на острове Муромец южнее примыкает заказник Бобровня, севернее — урочище Кильнище.
Как добратьсяː 1) ост. Парк Дружбы народов (на Московском мосту) автобусы № 21, 29, 30, 31, 47, 73, 100, 101, 101к, 114, 114а (от ст. м. Петровка), затем пешком 1,5-2 км. Близлежащее метроː   Почайна.

## Природа
Ландшафт заказника представлен пойменной экосистемой с водоемами и заболоченными участками, комплексом лугов, прибрежно-водной растительности и лесными насаждениями.
Лесные насаждения представлены дубом, тополем и ивой.
Здесь встречаются околоводные и водоплавающие птицы.